# Adabe
Adabe (em árabe: أدب; romaniz.: Adab), a nível de comportamento, refere-se à etiqueta islâmica prescrita: "refinamento, boas maneiras, morais, decoro, decência, humildade". Embora sua interpretação pode variar em culturas diferentes, o ponto comum dessas interpretações concerne a posição pessoal através da observação de códigos de conduta.

## História
Em seu sentido mais antigo, o adabe podia ser entendido como sinônimo de suna, com sentido de "hábito, norma hereditária de conduta, costume" derivado de ancestrais e outras pessoas que são tidas como modelos, analogamente como o profeta Maomé era, no entender da suna, o modelo de conduta à comunidade. Foi proposto que o plural ādāb surgiu com da'b (costume, hábito) e o singular adab subsequentemente derivou do plural. Lexicógrafos nativos associam-no à raiz 'db, que significa "coisa maravilhosa" ou "preparação, festa". Com o tempo, passou a significar "alta qualidade da alma, boa educação, urbanidade e cortesia", correspondendo o refinar da ética e costumes beduínos no islamismo e o contato com culturas estrangeiras nos primeiros dois séculos A.H. Durante o Califado Abássida, adabe era sinônimo do latim urbanitas (civilidade, cortesia e refinamento citadinos), contrastando com viver beduíno inculto. Nessa acepção, os léxicos usam a palavra zarfe (cortesia e elegância) para explicá-lo.
Durante toda Idade Média do mundo islâmico o termo manteve esse sentido ético e social, com pequenas variações: podia indicar a etiqueta de comer, beber e se vestir; do bom companheiro; da disputa; do estudo. Apesar disso, já no primeiro século da Hégira o termo também adquiriu um significado intelectual, que de início muito esteve ligado ao primeiro sentido, mas depois tornou-se consideravelmente diferente. Adabe implicava a soma de conhecimento que fazia um homem cortês e "urbano", a cultura profana que tinha por base a poesia, a arte da oratória, as tradições históricas e tribais dos antigos árabes e as ciências correspondentes: retórica, gramática, lexicografia e métrica. No Califado Omíada, por exemplo, o perfeito adabe era o homem que excedia-se no conhecimento de poetas antigos (nos Dias dos Árabes) na esfera poética, histórica e antiquária da cultura árabe. Porém, do Califado Abássida em diante, a medida que os árabes entraram em contato com outras culturas, o adabe, a humanitas árabe, tornou-se um humanitas sem qualificação étnica, uma vez que o conhecimento que era devido a um árabe englobava literatura não-árabe (indiana, persa e helenística) gnômica e técnica.
O adabe do século IX cultivava a poesia e prosa árabes, em máximas e provérbios, na genealogia e tradição da Jahiliyyah e dos árabes, mas também englobava a tradição épica, gnômica e narrativa dos persas, as fábulas do mundo hindu e a filosofia, ética e economia grega. Assim, nesse século, a literatura do adabe, compreendendo textos científicos, centrava-se no homem, suas qualidades e paixões, o ambiente onde vivia e sua cultura material e espiritual. Nesse domínio Aljaiz e seus seguidores (Abu Haiane Tauidi, Tanuqui) são alguns dos indivíduos que melhor traduzem esse conceito e ibne Almocafa é aquele que auxiliou na ampliação do conceito de adabe com suas versões de obras literárias e históricas estrangeiras e seus tratados originais éticos e didáticos.
Apesar dessa complexidade conceitual, o adabe ainda no Califado Abássida perdeu parte de seu sentido e adquiriu uma acepção mais simplificada. De seu sentido como "cultura geral necessária" esperada de todo homem erudito, conotou-se a ideia do "conhecimento necessário para dar ofícios e funções sociais". E foi nessa acepção que surgiram variantes como o adabe alcatibe, ou a cultura específica requerida para reter o ofício de secretário, e o adabe de vizires. Com o fim da Era de Ouro do califado com o declínio abássida, ficou ainda mais restrito em sua acepção e passou a conotar uma esfera mais retórica e "belas-letras": poesia, prosa artística, paremiografia e escrita anedótica. Alhariri de Baçorá foi um adepto desse novo adabe e teve um interesse formal e purista e virtuosidade verbal. Para F. Gabrielli, de uma humanitas, o termo tornou-se meramente a literatura da academia e permaneceu assim por toda a longa decadência das letras e espírito árabe coetânea ao Renascimento da Idade Moderna. Na Idade Moderna, tornou-se sinônimo da literatura no sentido mais específico da palavra.